# 百万面具游行

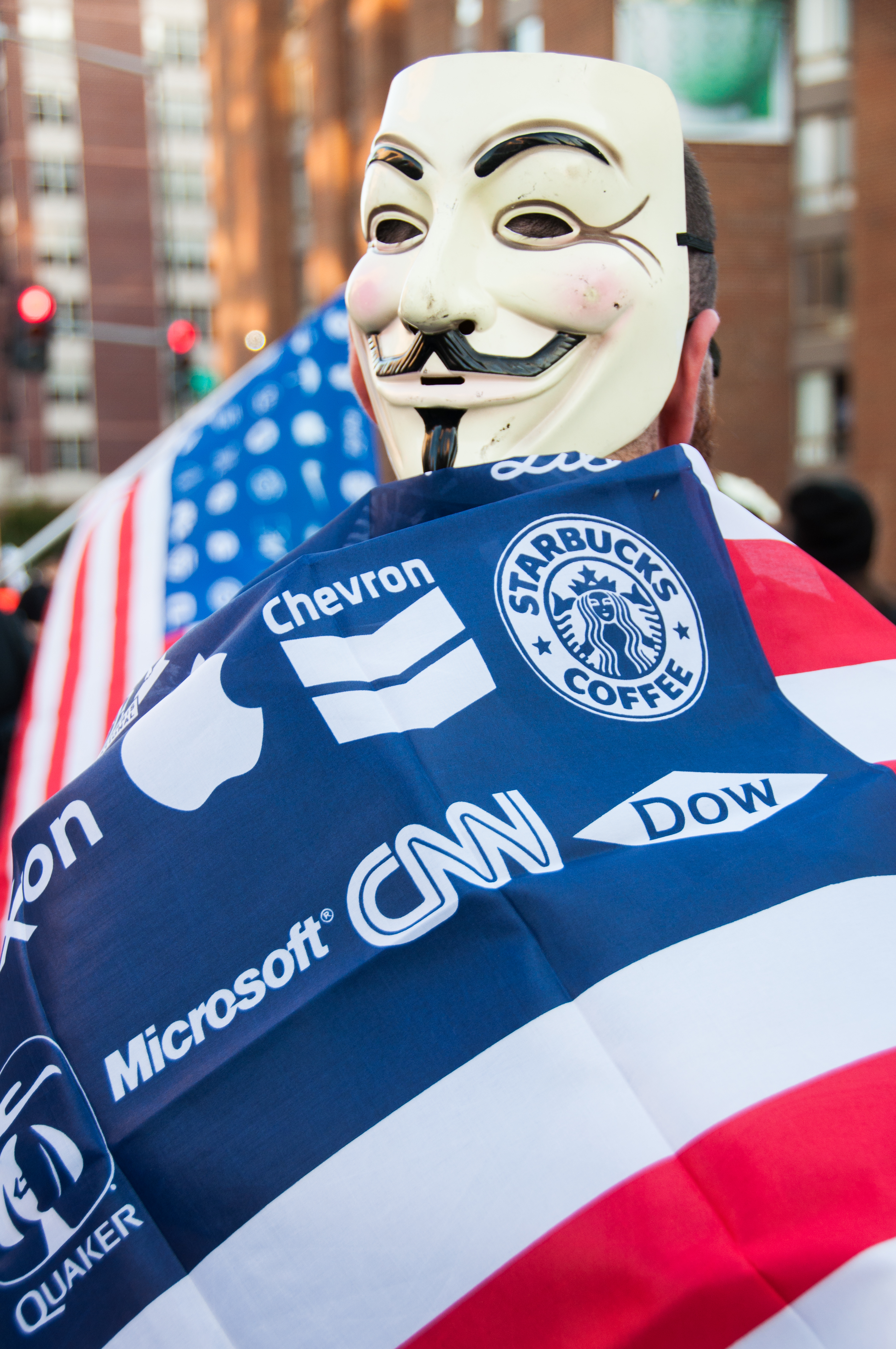
在华盛顿特区举行的2015年百万面具游行期间，一名抗议者戴着蓋伊·福克斯面具

百万面具游行（Million Mask March），也被称为仇杀行动   ，是与黑客组织匿名者有关的全球性年度抗议活动，每年在11月5日篝火之夜举行。游行的动机各不相同，不過政治腐败、非军事化、警察暴力、自治等相關議題較為常見。游行的目的是让普通公民通过改变他们的政府来讓社会变革。

## 历史
第一次百万面具游行於2012年舉辦；主要活動場地位於伦敦和华盛顿哥伦比亚特区。 